# Anne-Marie Corbisier-Hagon
Anne-Marie L.Ch.Gh. Corbisier-Hagon (ur. 24 czerwca 1947 w Gosselies w gminie Charleroi) – belgijska polityk i nauczycielka, parlamentarzystka, w latach 1992–1999 przewodnicząca Rady i Parlamentu Francuskiej Wspólnoty Belgii.

## Życiorys
W 1980 kończyła studia pierwszego stopnia z filologii klasycznej na Université catholique de Louvain. Od 1970 przez 17 lat pracowała zawodowo jako nauczycielka języków klasycznych, głównie w szkole w Charleroi. Zaangażowała się w działalność Partii Społeczno-Chrześcijańskiej. Od 1977 do 2018 radna Montigny-le-Tilleul, od 1983 do 1988 wchodziła w skład tamtejszych władz miejskich. Od 1985 należała do rady prowincji Hainaut. W latach 1988–1995 zasiadała w Izbie Reprezentantów. W tych latach była oddelegowana do Rady Francuskiej Wspólnoty Belgii (w 1995 przekształconej w Parlament), następnie do 2009 zasiadała w nim po wyborach bezpośrednich. Od 7 stycznia 1992 do 5 lipca 1999 pełniła funkcję przewodniczącej tego gremium. Następnie kierowała w nim frakcją swojej partii (od 2002 pod nazwą Centrum Demokratyczno-Humanistyczne). Jednocześnie w latach 1988–2009 była również członkiem Rady Regionu Walońskiego (od 1995 pod nazwą Parlament Waloński). W latach 2006–2012 ponownie zajmowała stanowisko échevine (członka władz miejskich) w Montigny-le-Tilleul.